# 2001-es síkvízi kajak-kenu világbajnokság
A 2001-es gyorsasági kajak-kenu világbajnokságot Poznańban rendezték meg, Lengyelországban, a Maltański-tónál. A rendező város 1990-ben adott otthont korábban a világeseménynek. A 2001-es verseny a 31. ilyen világverseny volt a gyorsasági kajak-kenu világversenyek között. 
Litvánia és Üzbegisztán első világbajnoki érmeit szerezte ezen a világbajnokságon.

## Éremtáblázat
*   Rendező
  *   Magyarország
| Helyezés | Ország           | Arany | Ezüst | Bronz | Összesen |
| -------- | ---------------- | ----- | ----- | ----- | -------- |
| 1.       | Magyarország     | 8     | 4     | 4     | 16       |
| 2.       | Németország      | 5     | 3     | 3     | 11       |
| 3.       | Lengyelország    | 2     | 5     | 2     | 9        |
| 4.       | Oroszország      | 2     | 2     | 3     | 7        |
| 5.       | Olaszország      | 2     | 0     | 0     | 2        |
| 6.       | Spanyolország    | 1     | 2     | 3     | 6        |
| 7.       | Románia          | 1     | 2     | 2     | 5        |
| 8.       | Ukrajna          | 1     | 1     | 3     | 5        |
| 9.       | Litvánia         | 1     | 1     | 0     | 2        |
| 10.      | Kuba             | 1     | 0     | 2     | 3        |
| 11.      | Kanada           | 1     | 0     | 0     | 1        |
| 11.      | Franciaország    | 1     | 0     | 0     | 1        |
| 11.      | Norvégia         | 1     | 0     | 0     | 1        |
| 14.      | Ausztrália       | 0     | 2     | 1     | 3        |
| 15.      | Csehország       | 0     | 2     | 0     | 2        |
| 16.      | Argentína        | 0     | 1     | 1     | 2        |
| 16.      | Üzbegisztán      | 0     | 1     | 1     | 2        |
| 18.      | Fehéroroszország | 0     | 1     | 0     | 1        |
| 19.      | Szlovákia        | 0     | 0     | 1     | 1        |
| 19.      | Svédország       | 0     | 0     | 1     | 1        |
| Összesen | Összesen         | 27    | 27    | 27    | 81       |

## Eredmények

### Férfiak

#### Kenu
| Versenyszám | Arany                                                                        | Arany   | Ezüst | Ezüst   | Bronz                                                                                             | Bronz   |
| ----------- | ---------------------------------------------------------------------------- | ------- | --- | ------- | ------------------------------------------------------------------------------------------------- | ------- |
| C1 200 m    | Dmitro Szablin · Ukrajna                                                     | 40,44   | Makszim Opalev · Oroszország                                                                                  | 40,64   | Michał Śliwiński · Lengyelország                                                                  | 40,82   |
| C1 500 m    | Makszim Opalev · Oroszország                                                 | 1:53,56 | Kolonics György · Magyarország                                                                                | 1:53,79 | Andreas Dittmer · Németország                                                                     | 1:54,33 |
| C1 1000 m   | Andreas Dittmer · Németország                                                | 3:56,22 | Martin Doktor · Csehország                                                                                    | 3:57,91 | Kolonics György · Magyarország                                                                    | 3:58,23 |
| C2 200 m    | Paweł Baraszkiewicz · Daniel Jędraszko · Lengyelország                       | 36,69   | Ionel Averian · Mikhail Vartolemei · Románia                                                                  | 36,76   | Ibrahim Rojas · Leobaldo Pereira · Kuba                                                           | 36,90   |
| C2 500 m    | Ibrahim Rojas · Leobaldo Pereira · Kuba                                      | 1:44,35 | Daniel Jędraszko · Paweł Baraszkiewicz · Lengyelország                                                        | 1:44,36 | Mitică Pricop · Florian Popescu · Románia                                                         | 1:54,79 |
| C2 1000 m   | Marcin Kobierski · Michał Śliwiński · Lengyelország                          | 3:39,23 | José Alfredo Bea · David Mascató · Spanyolország                                                              | 3:40,62 | Ibrahim Rojas · Leobaldo Pereira · Kuba                                                           | 3:40,84 |
| C4 200 m    | Malomsoki Sándor · Iván Gábor · Zala György · Vasali László · Magyarország   | 33,83   | Petr Netušil · Jan Břečka · Petr Fuksa · Karel Kožíšek · Csehország                                           | 33,95   | Alekszandr Kovaljov · Alekszandr Kosztoglod · Vlagyiszlav Polzunov · Makszim Opalev · Oroszország | 34,03   |
| C4 500 m    | Iosif Anisim · Florin Popescu · Mikhail Vartolemei · Ionel Averian · Románia | 1:35,81 | Zala György · Kozmann György · Belicza Béla · Iván Gábor · Magyarország                                       | 1:35,88 | Roman Krugljakov · Konsztantyin Fomicsov · Vlagyimir Ladosa · Alekszej Volkonszkij · Oroszország  | 1:36,31 |
| C4 1000 m   | Zala György · Kozmann György · Belicza Béla · Iván Gábor · Magyarország      | 3:23,84 | Ivan Szkovorodkin · Andrej Bahdanovics · Aljakszandr Kurljandcsik · Aljakszandr Zsukovszki · Fehéroroszország | 3:25,17 | Iosif Anisim · Chirac Marcov · Ionel Averian · Mikhail Vartolemei · Románia                       | 3:25,56 |

#### Kajak
| Versenyszám | Arany                                                                                   | Arany   | Ezüst                                                                                   | Ezüst   | Bronz                                                                                  | Bronz   |
| ----------- | --------------------------------------------------------------------------------------- | ------- | --------------------------------------------------------------------------------------- | ------- | -------------------------------------------------------------------------------------- | ------- |
| K1 200 m    | Ronald Rauhe · Németország                                                              | 35,42   | Olekszij Szlivinszkij · Ukrajna                                                         | 35,64   | Anton Ryakhov · Üzbegisztán                                                            | 35,74   |
| K1 500 m    | Vereckei Ákos · Magyarország                                                            | 1:40,73 | Anton Ryakhov · Üzbegisztán                                                             | 1:41,19 | Javier Correa · Argentína                                                              | 1:41,50 |
| K1 1000 m   | Babak Amir-Tahmasseb · Franciaország                                                    | 3:34,77 | Javier Correa · Argentína                                                               | 3:35,82 | Lutz Liwowski · Németország                                                            | 3:36,02 |
| K2 200 m    | Alvydas Duonėla · Egidijus Balčiūnas · Litvánia                                         | 32,52   | Ronald Rauhe · Tim Wieskötter · Németország                                             | 32,62   | Mikola Zajcsenkov · Mihajlo Lucsnyik · Ukrajna                                         | 32,72   |
| K2 500 m    | Ronald Rauhe · Tim Wieskötter · Németország                                             | 1:31,60 | Alvydas Duonėla · Egidijus Balčiūnas · Litvánia                                         | 1:32,49 | Markus Oskarsson · Henrik Nilsson · Svédország                                         | 1:32,49 |
| K2 1000 m   | Eirik Verås Larsen · Nils Fjeldheim · Norvégia                                          | 3:16,68 | Bártfai Krisztián · Veréb Krisztián · Magyarország                                      | 3:18,84 | Marc Westphalen · Marco Herszel · Németország                                          | 3:18,86 |
| K4 200 m    | Fehérvári Vince · Beé István · Horváth Gábor · Hegedűs Róbert · Magyarország            | 30,21   | Roman Zarubin · Alekszandr Ivanyik · Gyenyisz Turcsenkov · Andrej Tisszin · Oroszország | 30,25   | Olekszij Szlivinszkij · Mikola Zajcsenkov · Mihajlo Lucsnyik · Borisz Markin · Ukrajna | 30,31   |
| K4 500 m    | Roman Zarubin · Alekszandr Ivanyik · Gyenyisz Turcsenkov · Andrej Tisszin · Oroszország | 1:21,77 | Vasile Curuzan · Marian Babin · Magyar Géza · Romică Şerban · Románia                   | 1:22,04 | Richard Riszdorfer · Michal Riszdorfer · Erik Vlček · Juraj Bača · Szlovákia           | 1:22,06 |
| K4 1000 m   | Andreas Ihle · Mark Zabel · Björn Bach · Stefan Ulm · Németország                       | 2:56,60 | Kammerer Zoltán · Storcz Botond · Kökény Roland · Horváth Gábor · Magyarország          | 2:58,07 | Roman Zarubin · Alekszandr Ivanyik · Gyenyisz Turcsenkov · Oleg Gorobij · Oroszország  | 2:58,38 |

### Nők

#### Kajak
| Versenyszám | Arany                                                                             | Arany   | Ezüst                                                                                     | Ezüst   | Bronz                                                                                           | Bronz   |
| ----------- | --------------------------------------------------------------------------------- | ------- | ----------------------------------------------------------------------------------------- | ------- | ----------------------------------------------------------------------------------------------- | ------- |
| K1 200 m    | Karen Furneaux · Kanada                                                           | 40,73   | Elżbieta Urbańczyk · Lengyelország                                                        | 41,34   | Szabó Szilvia · Magyarország                                                                    | 41,37   |
| K1 500 m    | Josefa Idem · Olaszország                                                         | 1:53,56 | Katrin Borchert · Ausztrália                                                              | 1:54,13 | Kovács Katalin · Magyarország                                                                   | 1:54,58 |
| K1 1000 m   | Josefa Idem · Olaszország                                                         | 4:02,90 | Katrin Wagner · Németország                                                               | 4:05,06 | Katrin Borchert · Ausztrália                                                                    | 4?05,24 |
| K2 200 m    | Beatriz Manchón · Sonia Molanes · Spanyolország                                   | 37,02   | Beata Sokołowska · Aneta Pastuszka · Lengyelország                                        | 37,25   | Dékány Kinga · Viski Erzsébet · Magyarország                                                    | 37,53   |
| K2 500 m    | Szabó Szilvia · Bóta Kinga · Magyarország                                         | 1:44,94 | Beata Sokołowska · Aneta Pastuszka · Lengyelország                                        | 1:45,37 | Sonia Molanes · Beatriz Manchón · Spanyolország                                                 |         |
| K2 1000 m   | Manuela Mucke · Nadine Opgen-Rhein · Németország                                  | 3:45,82 | Katrin Borchert · Katrin Kieseler · Ausztrália                                            | 3:46,94 | Beatriz Manchón · Sonia Molanes · Spanyolország                                                 | 3:47,04 |
| K4 200 m    | Dékány Kinga · Fazekas Krisztina · Viski Erzsébet · Kovács Katalin · Magyarország | 35,71   | Maria Teresa Portela · Maria Garcia · Belen Sánchez · Ana María Penas · Spanyolország     | 36,62   | Karolina Sadalska · Aneta Pastuszka · Dorota Kuczkowska · Joanna Skowroń · Lengyelország        | 36,36   |
| K4 500 m    | Kovács Katalin · Szabó Szilvia · Bóta Kinga · Viski Erzsébet · Magyarország       | 1:36,08 | Manuela Mucke · Katrin Wagner · Anett Schuck · Nadine Opgen-Rhein · Németország           | 1:37,40 | Maria Garcia · Belen Sánchez · Maria Teresa Portela · Ana María Penas · Spanyolország           | 1.37,84 |
| K4 1000 m   | Dékány Kinga · Szabó Szilvia · Viski Erzsébet · Bóta Kinga · Magyarország         | 3:23,11 | Karolina Sadalska · Aneta Białkowska · Dorota Kuczkowska · Joanna Skowroń · Lengyelország | 3:24,56 | Hanna Balabanova · Natalija Fekliszova · Inna Oszipenko-Radomszka · Tetyana Szemikina · Ukrajna | 3:25,29 |

## A magyar csapat
A 2001-es magyar vb keret tagjai:
| férfiak kajak | férfiak kajak                                             | férfiak kajak |
| ------------- | --------------------------------------------------------- | ------------- |
| K1 200 m      | Fehérvári Vince                                           | 4.            |
| K2 200 m      | Fehérvári Vince Hegedűs Róbert                            | Nem ért célba |
| K4 200 m      | Fehérvári Vince Beé István Horváth Gábor Hegedűs Róbert   | Aranyérem     |
| K1 500 m      | Vereckei Ákos                                             | Aranyérem     |
| K2 500 m      | Bártfai Krisztián Veréb Krisztián                         | 6.            |
| K4 500 m      | Jármy Márton Borhi Zsombor Beé István Hegedűs Róbert      | 6.            |
| K1 1000 m     | Vereckei Ákos                                             | 4.            |
| K2 1000 m     | Bártfai Krisztián Veréb Krisztián                         | Ezüstérem     |
| K4 1000 m     | Kammerer Zoltán Storcz Botond Kökény Roland Horváth Gábor | Ezüstérem     |

| férfi kenu | férfi kenu                                            | férfi kenu |
| ---------- | ----------------------------------------------------- | ---------- |
| C1 200 m   | Kolonics György                                       | 5.         |
| C2 200 m   | Feil Imre Kozmann György                              | 6.         |
| C4 200 m   | Malomsoki Sándor Iván Gábor Zala György Vasali László | Aranyérem  |
| C1 500 m   | Kolonics György                                       | Ezüstérem  |
| C2 500 m   | Hüttner Csaba Fürdök Gábor                            | 6.         |
| C4 500 m   | Zala György Kozmann György Belicza Béla Iván Gábor    | Ezüstérem  |
| C1 1000 m  | Kolonics György                                       | Bronzérem  |
| C2 1000 m  | Hüttner Csaba Fürdök Gábor                            | 4.         |
| C4 1000 m  | Zala György Kozmann György Belicza Béla Iván Gábor    | Aranyérem  |

| nők kajak | nők kajak                                                    | nők kajak |
| --------- | ------------------------------------------------------------ | --------- |
| K1 200 m  | Szabó Szilvia                                                | Bronzérem |
| K2 200 m  | Dékány Kinga Viski Erzsébet                                  | Bronzérem |
| K4 200 m  | Dékány Kinga Fazekas Krisztina Viski Erzsébet Kovács Katalin | Aranyérem |
| K1 500 m  | Kovács Katalin                                               | Bronzérem |
| K2 500 m  | Szabó Szilvia Bóta Kinga                                     | Aranyérem |
| K4 500 m  | Kovács Katalin Szabó Szilvia Bóta Kinga Viski Erzsébet       | Aranyérem |
| K1 1000 m | Kovács Katalin                                               | 4.        |
| K2 1000 m | Fazekas Krisztina Szabó Ágnes                                | 7.        |
| K4 1000 m | Dékány Kinga Szabó Szilvia Viski Erzsébet Bóta Kinga         | Aranyérem |